# Nacujaki Mijabi
Nacujaki Mijabi (夏焼 雅; Kanagava prefektúra, 1992. augusztus 25. –) japán énekesnő és színésznő. A Hello! Project Kids, Berryz Kobo és Buono! lánycsapat tagja.

## Élete
2002-ben csatlakozott a Hello! Project Kids-hez. Ebben az szerepet kapott a „Koinu Dan no monogatari” című filmben. 2003-ban beválasztották az Aa! csapatába. A Berryz Kobohoz 2004-ben csatlakozott. 2005-ben újabb unitba került, a Sexy Otonajan-ba. 
2007-ben bekerült a Buono!-ba, mellyel feladatuk a Shugo Chara című anime dalainak éneklése volt. 
2009-ben Pizza-La reklámban tűnt fel, 2011-ben szerepet kapott a „Gomennasai”  és az „Ousama Game” című horrorfilmekben, 2012-ben pedig játszott a „B.B~bumpy buddy~” komédiában. Ugyanezen év nyarán beválasztották az újonnan induló SATOYAMA unitba, a DIY-be, 2013-ban pedig a Mellow Quad-ba. Ezen év áprilisában bejelentették, hogy kinevezték a Berryz Kobo alvezérévé.
A Berryz Koubou hiátusának kezdetével graduált a Hello! Project-ből, de az év júliusában bejelentették, hogy új csapatot fog kapni.

## Diszkográfia

### Albumok
- Laugh and Peace (2022)

### Kislemezek
- Furusato (2011)
- Koi wo Shichaimashita! (2011)
- LOVE Namida Iro (2011)
- Oyoge! Taiyaki-kun (2021)

## Filmográfia

### TV műsorok
- Little Hospital (リトル・ホスピタル) (2003)

### Filmek
- Koinu Dan no Monogatari (2002)
- Promise Land ~Clovers no *Daibōken~ (2004)
- Gomennasai (October 29, 2011)
- Ōsama Game (2011)

## Publikációk

### Fotókönyvek
1. Miyabi ~ Miyabi Natsuyaki Photobook (Miyabi～夏焼 雅 写真集, 2007. május 31.)

## Fordítás
- Ez a szócikk részben vagy egészben  a   Miyabi Natsuyaki című angol Wikipédia-szócikk fordításán alapul.  Az eredeti cikk szerkesztőit annak laptörténete sorolja fel. Ez a jelzés csupán a megfogalmazás eredetét és a szerzői jogokat jelzi, nem szolgál a cikkben szereplő információk forrásmegjelöléseként.